# Championnat d'Asie de football des moins de 16 ans 1988
Navigation
Qatar 1986 Émirats arabes unis 1990
Le Championnat d'Asie de football des moins de 16 ans 1988 est la troisième édition du Championnat d'Asie de football des moins de 16 ans qui a eu lieu à Bangkok, en Thaïlande du 1er au 14 novembre 1988. L'équipe de Corée du Sud, championne d'Asie lors de la précédente édition, a l'occasion de remettre son titre en jeu. Ce tournoi sert également de qualification pour la prochaine Coupe du monde des moins de 16 ans, qui aura lieu en Écosse en 1989 : les 3 meilleures équipes (les 2 finalistes et le vainqueur du match pour la 3e place) seront qualifiés pour le tournoi mondial.

## Équipes participantes
- Thaïlande - Organisateur
- Corée du Sud - Tenante du titre
- Bahreïn
- Indonésie
- Arabie saoudite
- Qatar
- Irak
- Corée du Nord
- Japon
- Chine

## Résultats
Les 10 équipes participantes sont réparties en 2 poules. Au sein de la poule, chaque équipe rencontre ses adversaires une fois. À l'issue des rencontres, les 2 premiers de chaque poule se qualifient pour la phase finale de la compétition, disputée en demi-finales et finale. 

### Groupe A
| Rang | Équipe          | Pts | J | G | N | P | Bp | Bc | Diff |  | Résultats (▼ dom., ► ext.) |  |     |     |     |     |
| ---- | --------------- | --- | - | - | - | - | -- | -- | ---- |  | -------------------------- |  | --- | --- | --- | --- |
| 1    | Arabie saoudite | 7   | 4 | 3 | 1 | 0 | 13 | 2  | +11  |  | Arabie saoudite            |  | 0-0 | 6-1 | 3-1 | 4-0 |
| 2    | Bahreïn         | 5   | 4 | 1 | 3 | 0 | 3  | 2  | +1   |  | Bahreïn                    |  |     | 1-0 | 0-0 | 2-2 |
| 3    | Corée du Sud    | 4   | 4 | 2 | 0 | 2 | 10 | 9  | +1   |  | Corée du Sud               |  |     |     | 2-1 | 7-1 |
| 4    | Thaïlande       | 3   | 4 | 1 | 1 | 2 | 4  | 5  | -1   |  | Thaïlande                  |  |     |     |     | 2-0 |
| 5    | Indonésie       | 1   | 4 | 0 | 1 | 3 | 3  | 15 | -12  |  | Indonésie                  |  |     |     |     |     |

### Groupe B
| Rang | Équipe        | Pts | J | G | N | P | Bp | Bc | Diff |  | Résultats (▼ dom., ► ext.) |  |     |     |     |     |
| ---- | ------------- | --- | - | - | - | - | -- | -- | ---- |  | -------------------------- |  | --- | --- | --- | --- |
| 1    | Chine         | 6   | 4 | 2 | 2 | 0 | 6  | 3  | +3   |  | Chine                      |  | 2-1 | 0-0 | 2-0 | 2-2 |
| 2    | Irak          | 5   | 4 | 2 | 1 | 1 | 7  | 3  | +4   |  | Irak                       |  |     | 2-1 | 0-0 | 4-0 |
| 3    | Qatar         | 5   | 4 | 2 | 1 | 1 | 6  | 3  | +3   |  | Qatar                      |  |     |     | 4-1 | 1-0 |
| 4    | Japon         | 3   | 4 | 1 | 1 | 2 | 4  | 8  | -4   |  | Japon                      |  |     |     |     | 3-2 |
| 5    | Corée du Nord | 1   | 4 | 0 | 1 | 3 | 4  | 10 | -6   |  | Corée du Nord              |  |     |     |     |     |

### Demi-finales
| 12 novembre 1988 | Chine           | 0 - 0 t.a.b. | Bahreïn | Bangkok |  |
|                  |                 |              |         |         |  |
|                  | Tirs au but 3-5 |              |         |         |  |

| 12 novembre 1988 | Arabie saoudite                   | 2 - 1 a.p. | Irak                  | Bangkok |  |
|                  | Al Mushrani 73e · Al Theneyan 98e |            | Al Thenayan 75e (csc) |         |  |

### Match pour la3eplace
| 14 novembre 1988 | Chine           | 1 - 1 t.a.b. | Irak     | Bangkok |  |
|                  | Su Maozhen 50e  |              | Krem 19e |         |  |
|                  | Tirs au but 4-3 |              |          |         |  |

### Finale
| 14 novembre 1988 | Arabie saoudite    | 2 - 0 | Bahreïn | Bangkok |
|                  | Al-Rouihi 33e, 39e |       |         |         |

### Équipes qualifiées pour la Coupe du monde
Les trois sélections qualifiées pour la prochaine Coupe du monde sont :
- Arabie saoudite
- Bahreïn
- Chine

## Sources et liens externes
- (en) Feuilles de matchs et infos sur RSSSF